# Dystrofia twarzowo-łopatkowo-ramieniowa
Dystrofia twarzowo-łopatkowo-ramieniowa (dystrofia mięśniowa Landouzy'ego-Dejerine'a, łac. dystrophia facio-scapulo-humeralis, ang. facioscapulohumeral muscular dystrophy, FSHD, Landouzy-Dejerine muscular dystrophy) – choroba genetyczna dziedziczona w sposób autosomalny dominujący. Początek choroby przypada zazwyczaj na 1. i 2. dekadę życia. Jest to jedna z najczęściej występujących dystrofii - występuje z częstością 1 na 20 tysięcy. Dla tej postaci dystrofii mięśniowej charakterystyczne są lordoza lędźwiowa, wczesne zajęcie mięśni twarzy, następnie obręczy barkowej i kończyn górnych. Typowa jest asymetria objawów.

## Etiopatogeneza
FSHD jest chorobą dziedziczną, jednak około 10-30% przypadków pojawia się w wyniku sporadycznej mutacji de novo. Uważa się, że schorzenie to wynika z ekspresji genu DUX4 (double homeobox 4), którego ekspresja w prawidłowych warunkach ulega wyciszeniu. Ze względu genetyczny mechanizm powstania choroby wyróżnia się FSHD1 oraz FSHD2. Ponadto, opisano przypadki FSHD powstałe w wyniku heterozygotycznej mutacji w genie DNMT3B.

### FSHD1
W ponad 95% przypadków FSHD związana jest z delecją tandemowo powtórzonych jednostek 3,2 kpz (powtórzenia D4Z4) w obszarze subtelomerowym chromosomu 4 (4q35). W genomie zdrowych ludzi występuje około 11-150 powtórzeń D4Z4. U osób chorych na FSHD1 występuje jedynie 1-10 takich powtórzeń. Prowadzi to do hipometylacji rzeczonego regionu, co umożliwia transkrypcję genu DUX4.

### FSHD2
Pozostałe 5% przypadków FSHD nie jest związane z delecją w regionie D4Z4, który ulega hipometylacji z innej przyczyny. Około 85% spośród tych pacjentów posiada mutacje w genie SMCHD1, który koduje białko odpowiedzialne za modyfikację chromatyny w D4Z4.

## Obraz kliniczny
Kliniczne podejrzenie FSHD można wysunąć na podstawie charakterystycznego wzorca zajętych mięśni w tej choroby - na wczesnym stadium klinicznym są to mięśnie twarzy, przyłopatkowe oraz ramienne, z oszczędzeniem mięśnia czworobocznego. Tę postać dystrofii mięśniowej charakteryzuje asymetria objawów, co może powodować trudności diagnostyczne i kierować podejrzenia w kierunku uszkodzeń nerwów obwodowych. Chorobę rozpoznaje się zwykle w drugiej dekadzie życia, jednak początek objawów klinicznych może mieć miejsce od niemowlęctwa do wieku dorosłego.
Mięśnie twarzy często są zajęte jako pierwsze w przebiegu choroby. Ich słabość objawia się poprzez upośledzenie marszczenia czoła, mrużenia powiek, niemożność gwizdania, nadymania policzków, wymawiania niektórych samogłosek. Chorzy mają trudności z dmuchaniem balonów oraz piciem przez słomkę. Mimika twarzy jest względnie zachowana, aczkolwiek uśmiech staje się często spłycony oraz poziomy. Czasem usta mogą przyjąć wydęte ustawienie określanie jako bouche de tapir.

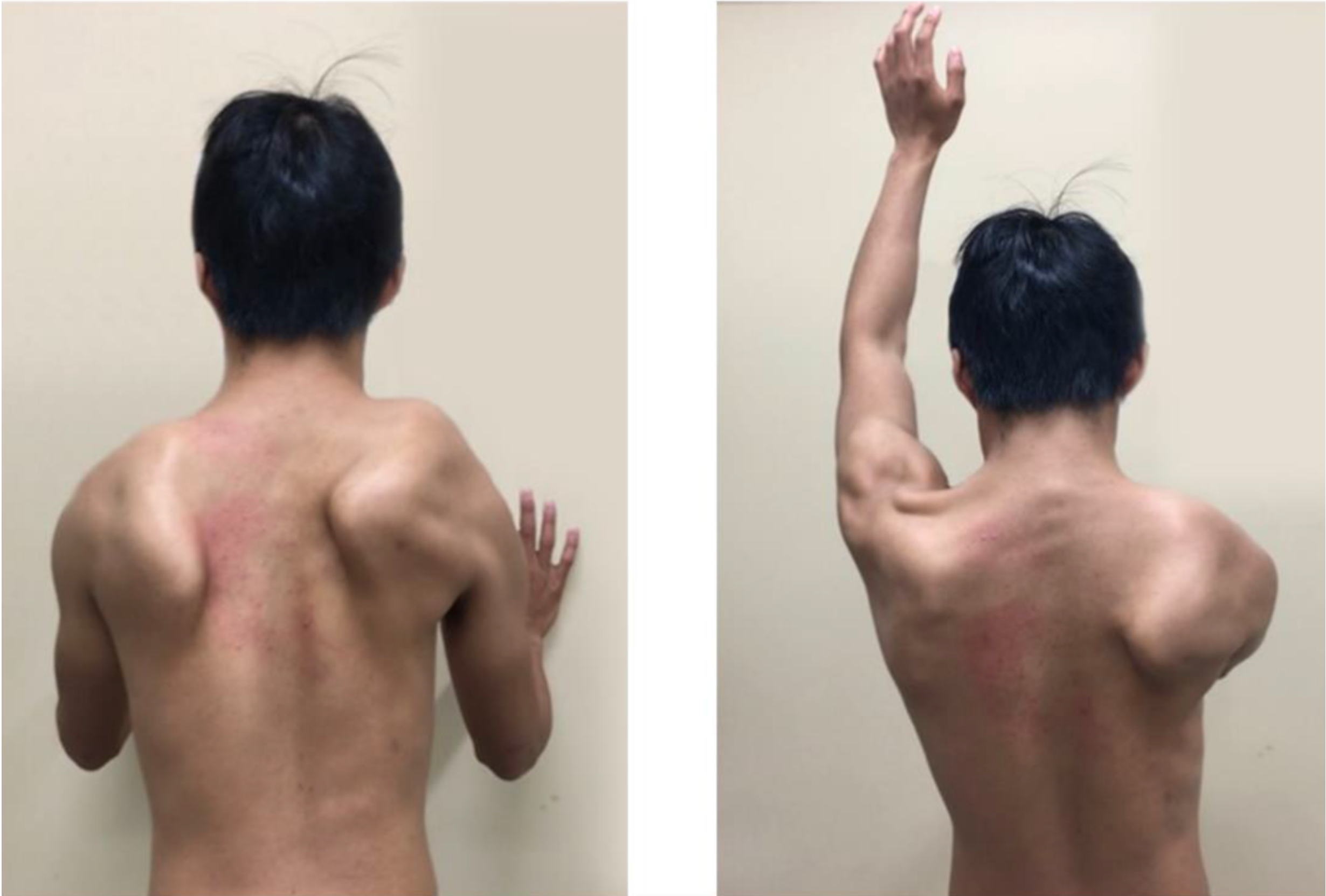
Odstawanie łopatek w przebiegu FSHD.

W zakresie obręczy barkowej występuje trudność unoszenia ramion nad poziom, odstawanie łopatek (łopatka skrzydlata) i ich niestabilność. Manewrem pozwalającym na uwydatnienie odstawania łopatki jest odwiedzenie oraz zgięcie kończyn górnych w stawie ramiennym. Chorego w tym celu można poprosić, aby oparł się za pomocą dłoni o ścianę. Pacjenci skarżą się na trudności w wykonywaniu pracy z ramionami uniesionymi ponad głowę, na przykład układaniem rzeczy na półkach lub trzymaniem suszarki do włosów przez dłuższy czas.
Pomimo swej nazwy w przebiegu FSHD również często występuje słabość mięśni kończyn dolnych, jednak kolejność osłabienia mięśni może być różna. Najczęściej jednak choroba dotyka mięśnie piszczelowe przednie oraz mięśnie strzałkowe długie i krótkie, czego wynikiem jest osłabienie zgięcia grzbietowego stopy oraz objaw stopy opadającej.
Zajęcie przez chorobę mięśni brzucha oraz mięśni przykręgosłupowych jest bardzo częste. Z osłabienia tych mięśni bierze się charakterystyczna dla FSHD pogłębiona lordoza lędźwiowa. Czasem rozwija się kamptokormia. W związku z większym stopniem dotknięcia przez chorobę dolnych części mięśni brzucha niż części górnych można zaobserwować objaw Beevora.

## Historia
Chorobę opisali jako pierwsi francuscy lekarze Louis Landouzy i Joseph Jules Dejerine w 1884 roku. Wilhelm Heinrich Erb przedstawił kolejny opis w 1891 roku.